# Alpinoscincus alpinus
Alpinoscincus alpinus — вид сцинкоподібних ящірок родини сцинкових (Scincidae). Ендемік Папуа Нової Гвінеї.

## Поширення і екологія
Alpinoscincus alpinus відомі з двох місцевостей в горах Овен-Стенлі на території Центральної провінції, одна з яких розташована в районі перевалу Мюррей в гірському хребті Вартон, а друга — на схилах гори Альберт-Едвард. Вони живуть на високогірних луках та у високогірних чагарникових і папоротевих заростях, на висоті від 2700 до 3000 м над рівнем моря.